# Catolicism
Catolicismul (din greacă καθολικός, katholikos, „atoatecuprinzător”) este un sistem doctrinar exprimat în teologia latină și tradiția Bisericii Catolice. Catolicismul se bazează pe textele Sfintei Scripturi și pe deciziile a 21 de concilii ecumenice. Spre deosebire de catolicism, ortodoxia nu recunoaște decât primele șapte concilii ecumenice. Catolicismul și ortodoxia au în comun Sfintele Taine, din care Protestantismul nu reconoaște decât două (botezul şi euharistia). 
Primul care a folosit expresia „Biserica Catolică” a fost episcopul Ignatie al Antiohiei („Ignatie Teoforul”) în epistola către biserica din Smirna, din jurul anului 110.
Catolicismul este singura confesiune creștină care recunoaște primatul papei de la Roma (primatul petrin). Ortodoxia recunoaște în principiu primatul petrin, însă nu se poate pune de acord asupra conținutului acestuia. Discuțiile pe această temă fac obiectul Comisiei Mixte de Dialog Teologic Catolic-Ortodox, ale cărei lucrări sunt obstrucționate de reprezentanții Bisericii Ortodoxe Ruse.
Alte caracteristici ale acestei confesiuni sunt infailibilitatea papală, purcederea „Sfântului Spirit” de la Dumnezeu-Tatăl și de la Dumnezeu-Fiul (Filioque) și credința în existența purgatoriului.